# Marketenteri

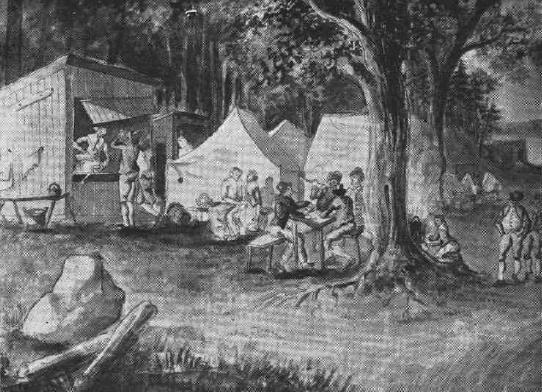
Marketenteri vid lägret på Ladugårdsgärdet. Akvarell av Per Nordquist 1790-talet. Lilla Värtan vid Tegeludden i bakgrunden.

Marketenteri är ett försäljnings- och serveringsställe vid militärförläggning, särskilt för meniga, vanligen med ett sortiment liknande en kiosk eller ett kafé. Begreppet förekommer även på andra institutioner och vissa arbetsplatser. På längre militära övningar brukade det även finnas en fältvariant, bland annat i form av marketenterikistor. Populärt är det kallat "markan".

## Historik
Marketentare (närmast efter tyskans Marketender, vilket i sin tur kommer från italienskans mercatante, handelsman, och latinets mercari, "driva handel") och marketenterskor har i alla tider förekommit i anslutning till kaserner och fälttåg, då de ofta åtföljt trupperna. Hos romarna förekom lixæ och hos landsknektarna Sudler (av tyskans Sieden). Under äldre tider utgick underhållet till soldater ofta i pengar, som soldaterna själva fick skaffa sig mat för, och under denna tid fyllde marketentarna en mycket viktig roll. Sedan arméerna själva börjat stå för den egna försörjningstjänsten med bland annat mat, fick markententarna en mindre roll.
Marketentare som följde trupperna antogs av vederbörande befälhavare, stod under särskild uppsikt och var i krig underkastade krigets lagar. De franska marketentarna och ännu mera marketenterskorna (cantinières), som länge stod på truppavdelningarnas stater (det vill säga var avlönade) och bar särskild uniform, blev välkända.
År 1700 förbjöd Karl XII alla kvinnor att närvara i fält. De enda undantagen var marketenterskorna, som hade de militära myndigheternas tillstånd att sälja livsmedel, brännvin och tobak. I 1798 års Krigsartiklar nämns marketenterskorna som de enda kvinnor med tillstånd att åtfölja den svenska armén.